# University of Colorado Boulder
Die University of Colorado Boulder (kurz CU Boulder) ist eine 1876 gegründete staatliche Universität in Boulder im US-Bundesstaat Colorado. Sie ist mit mehr als 28.000 Studenten der wichtigste Standort des University of Colorado System. Die Hochschule ist Mitglied der Association of American Universities und gehört zu den besten staatlichen Universitäten, eine sogenannte Public Ivy. Die Zeitschrift The Economist bewertete CU Boulder im Januar 2004 als die elftbeste öffentliche Universität und als 31.-beste Universität weltweit. Die Universität ist Namensgeber für den Colorado-Gletscher in der Antarktis.

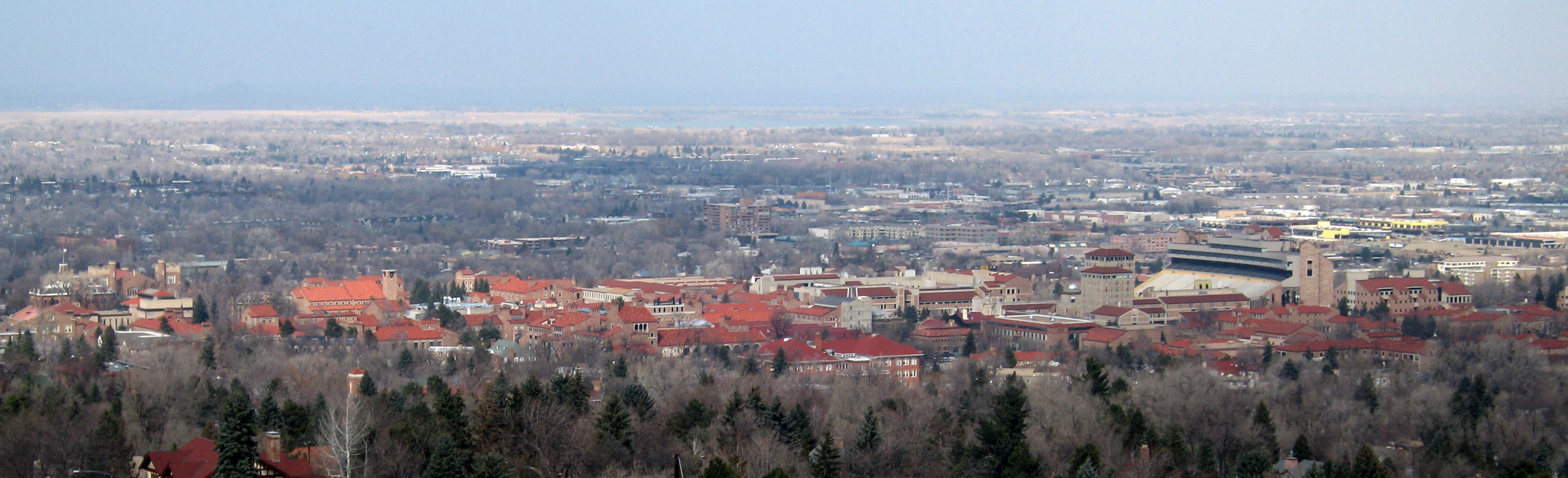
Der Campus der CU Boulder

## Forschungsinstitute
- Alliance for Technology, Learning, & Society (ATLAS)
- Biofrontiers Institute
- Cooperative Institute for Research in Environmental Sciences (CIRES)
- Institute for Behavioral Genetics (IBG)
- Institute of Arctic & Alpine Research (INSTAAR)
- Institute of Behavioral Science (IBS)
- Institute of Cognitive Science (ICS)
- Joint Institute for Laboratory Astrophysics (JILA)
- Laboratory for Atmospheric & Space Physics (LASP)
- Renewable & Sustainable Energy Institute (RASEI)
- University of Colorado Museum of Natural History

## Sport

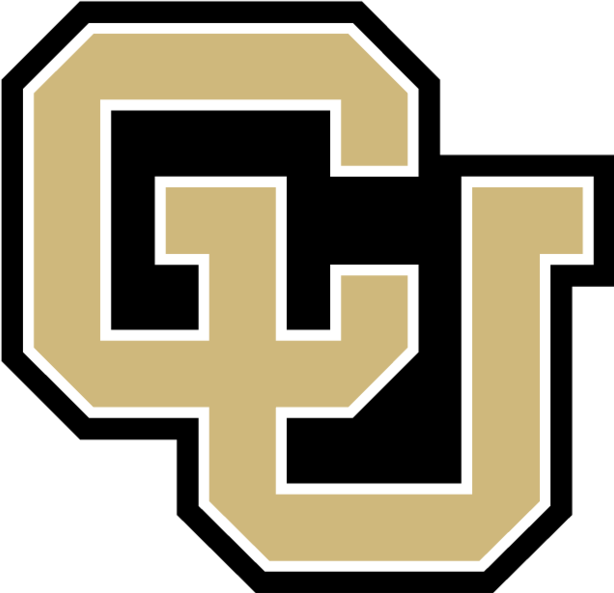
Alternatives Logo der Colorado Buffaloes

Die Sportmannschaften der CU Boulder treten unter dem Namen Colorado Buffaloes in der Pac-12 Conference an. Am Ende des akademischen Jahres 2023–24 wird CU Boulder zur Big 12 Conference zurückkehren, die sie 2011 verlassen hatte, um der Pac-12 beizutreten. Neben der College-Football-Mannschaft unterhält die CU Boulder Teams in folgenden Sportarten:
- Basketball (Männer und Frauen)
- Crosslauf (Männer und Frauen)
- Golf (Männer und Frauen)
- Skilauf (Männer und Frauen treten als Teil einer einzigen Mannschaft gegeneinander an)
- Fußball (Frauen)
- Lacrosse (Frauen)
- Tennis (Frauen)
- Leichtathletik (Männer und Frauen)
- Volleyball (Frauen)

CU Boulder unterhält über 30 weitere Sportmannschaften (sog. Collegiate Sport Clubs), die nicht unter dem Namen Colorado Buffaloes aktiv sind, z. B. Radsport, Wasserball, Lacrosse, Feldhockey, Schwimmsport, Reitsport oder Fliegenfischen. Einige dieser Mannschaften spielen auf höchstem nationalen Niveau.
Die Football-Mannschaft trägt seine Heimspiele im Folsom Field aus. Das CU Events Center ist die Heimat der Basketball-Mannschaften sowie der Volleyball-Frauen.

## Persönlichkeiten

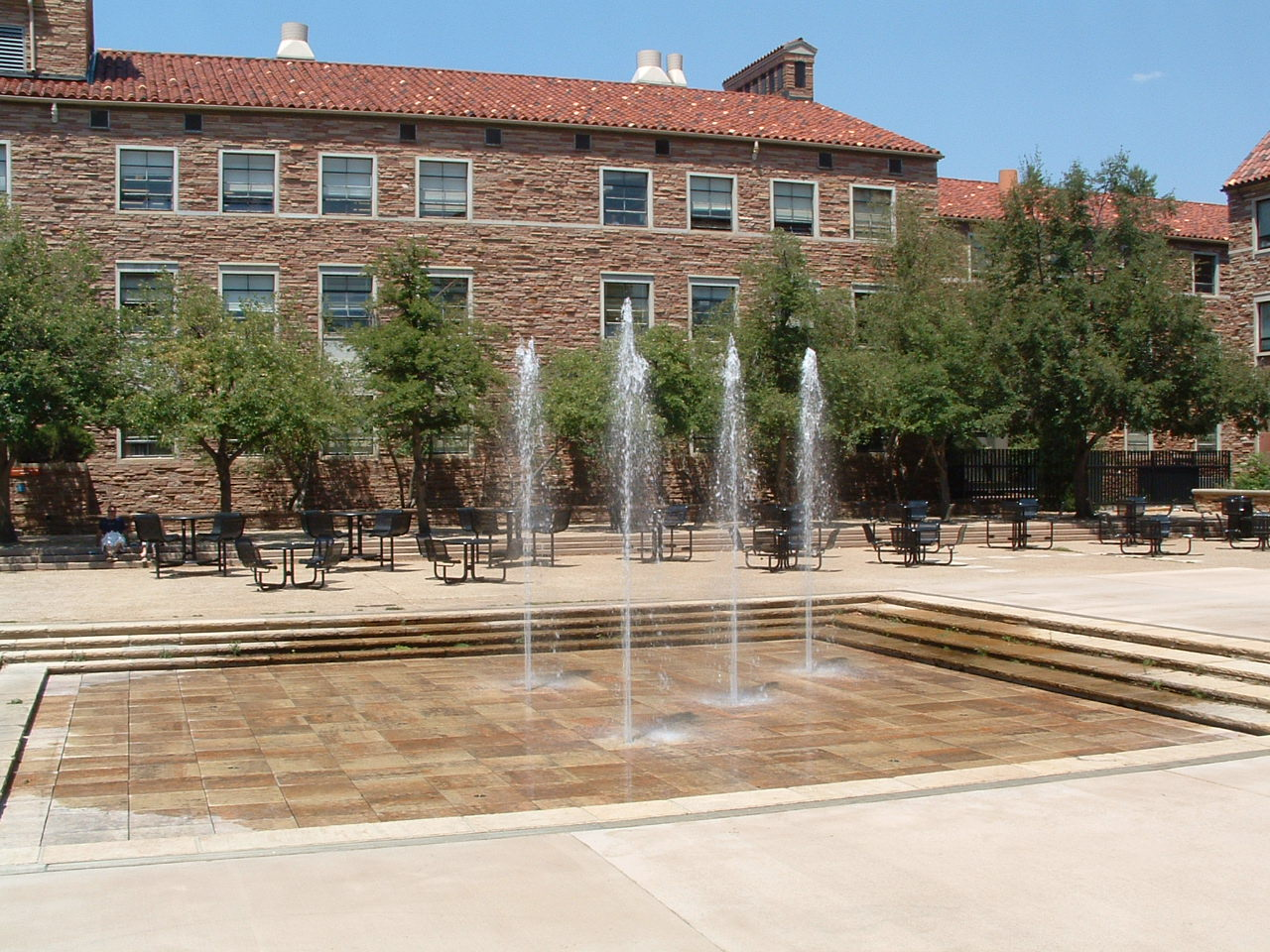
Die Fakultät für Chemie

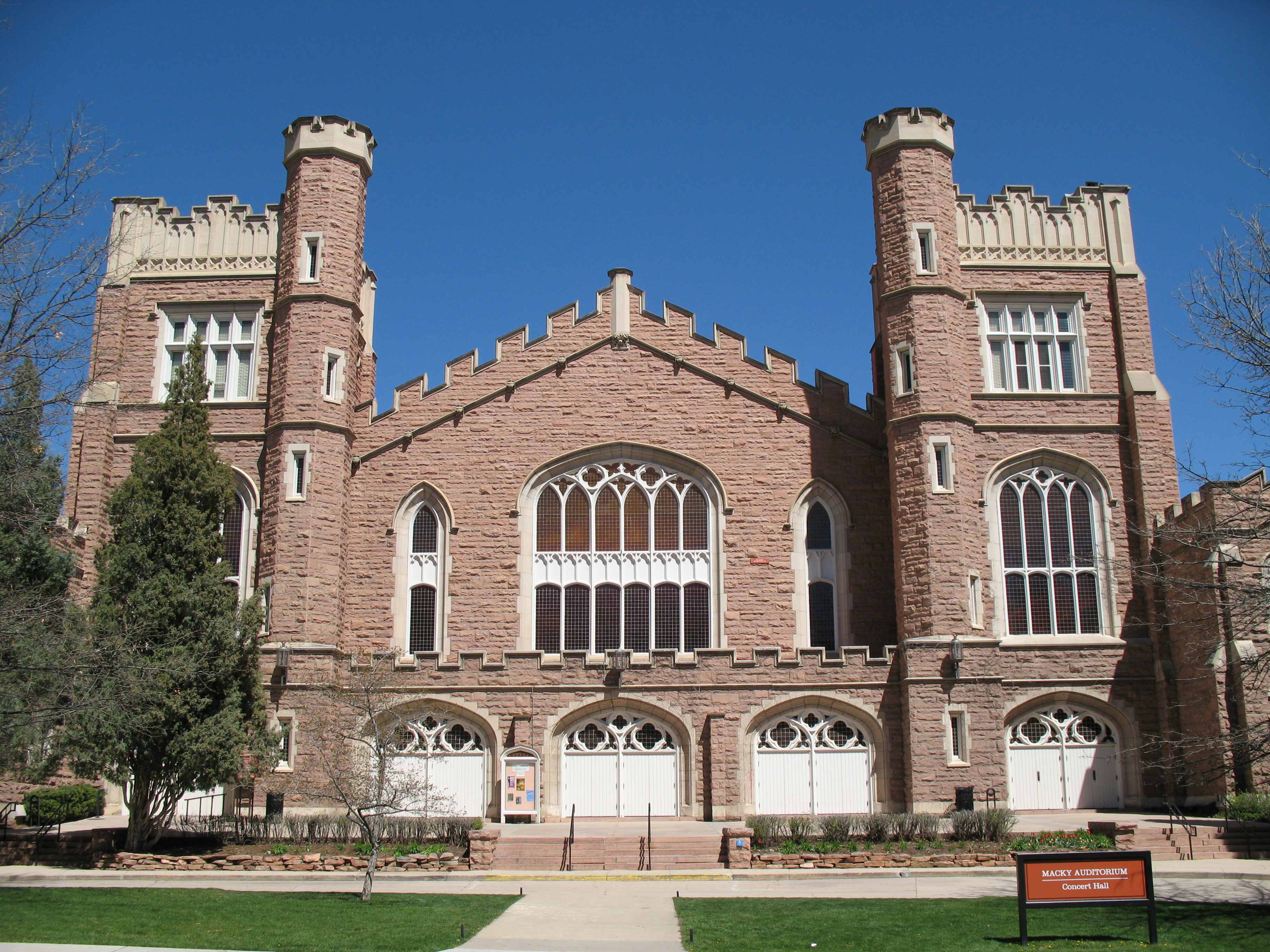
Mackey Auditorium - Colorado

### Professoren

#### Nobelpreisträger
- Sidney Altman (1939–2022), Nobelpreis Chemie 1989
- Thomas R. Cech (* 1947), Nobelpreis Chemie 1989
- Eric A. Cornell (* 1961), Nobelpreis Physik 2001
- John L. Hall (* 1934), Nobelpreis Physik 2005
- Herbert Kroemer (1928–2024), Nobelpreis Physik 2000
- Carl Wieman (* 1951), Nobelpreis Physik 2001
- David Wineland (* 1944), Nobelpreis Physik 2012

#### Professoren
- Adolf Busemann (1901–1986), deutscher Aerodynamiker
- Ward Churchill (* 1947), Professor für ethnische Studien, bekannt
für provokative Äußerungen zum 11. September 2001
- Elizabeth A. Fenn (* 1959), Historikerin
- George Gamow (1904–1968), Physiker und Kosmologe
- Roger Pielke jr. (* 1969), Politik- und Umweltwissenschaftler
- Roger Pielke sr. (* 1946), Klimatologe
- Stanislaw Ulam (1909–1984), Mathematiker

### Absolventen

#### Wissenschaft und Technologie
- Robin M. Canup (* 1968), Astrophysikerin
- Vine Deloria, Jr. (1933–2005), Schriftsteller (Fokus auf indigene amerikanische Völker)
- W. Edwards Deming (1900–1993), Experte in Qualitätsmanagement
- Marion Downs (1914–2014), Audiologin, Pionierin des Neugeborenenhörscreenings
- Alan Kay (* 1940), Informationstechnologie
- Randy Larsen (* 1961), Philosoph und Hörfunkproduzent
- Robert Widlar (1937–1991), Elektronik-Pionier

#### Kunst, Film und Literatur
- Stan Brakhage (1933–2003), Regisseur
- Judy Collins (* 1939), Musiker
- Dave Grusin (* 1934), Komponist
- Larry Linville (1939–2000), Schauspieler
- Glenn Miller (1904–1944), Musiker
- Trey Parker (* 1969), Regisseur der Serie South Park
- Robert Redford (* 1936), Schauspieler (ohne Abschluss)
- Matt Stone (* 1971), Regisseur der Serie South Park
- Dalton Trumbo (1905–1976), Schriftsteller
- Christopher Meloni (* 1961), Schauspieler
- Joe Flanigan (* 1967), Schauspieler
- John Fante (1909–1983), Schriftsteller
- Sheree J. Wilson (* 1958), Schauspielerin
- Yvor Winters (1900–1968), Lyriker, Kritiker

#### Sport
- Dick Anderson (* 1946), Footballspieler
- Mitch Berger (* 1972), Footballspieler
- Chauncey Billups (* 1976), Basketballer
- Jeremy Bloom (* 1982), Freestyle-Skier und Footballspieler
- Chris Brown, Footballspieler
- Jessica Cumming (* 1983), Freestyle-Skierin
- Boyd Dowler (* 1937), Footballspieler
- Andre Gurode (* 1978), Footballspieler
- Tyler Hamilton (* 1971), Radsportler
- Travis Hunter (* 2003), Footballspieler
- Hale Irwin (* 1945), Profigolfer
- Jonathan Kaye (* 1970), Profigolfer
- Billy Kidd (* 1943), Skifahrer
- Phillip Lindsay (* 1994), Footballspieler
- James Naismith (1861–1939), Erfinder des Basketball
- Joanne Reid (* 1992), Biathletin
- Debi Thomas (* 1967), Eiskunstläuferin
- Antón Villatoro (* 1970), Radsportler

#### Astronauten
- Loren Acton (* 1936)
- Vance D. Brand (* 1931)
- Scott Carpenter (1925–2013)
- Ellison Onizuka (1946–1986)
- Stuart Roosa (1933–1994)
- Jack Swigert (1931–1982)

#### Politik
- Bob Beauprez (* 1948), ehemaliger US-Kongressabgeordneter
- Tsachiagiin Elbegdordsch (* 1963), ehemaliger Ministerpräsident der Mongolei
- Ellen Johnson Sirleaf (* 1938), Präsidentin von Liberia, Friedensnobelpreisträgerin 2011

#### Weitere
- Lynne Cheney (* 1941), Ehefrau des U.S. Vize-Präsidenten Dick Cheney
- Steve Wozniak (* 1950), Co-Gründer von Apple Computer